# Persicaria wallichii
Persicaria wallichii là một loài thực vật có hoa trong họ Rau răm. Loài này được Greuter & Burdet miêu tả khoa học đầu tiên năm 1989.